# Бандера Марта-Марія Андріївна
Ма́рта-Марі́я Андрі́ївна Банде́ра (22 червня 1907, Старий Угринів, нині Калуського району Івано-Франківської області — 13 листопада 1982, Сухобузимське однойменного району Красноярського краю, нині РФ) — українська педагогиня, громадсько-політична діячка. Дочка о. Андрія Бандери, сестра Степана Бандери.
Жертва сталінського терору.

## Життєпис
Народилася 22 червня 1907 року в с. Старий Угринів, нині Калуського району Івано-Франківської області, Україна.
У травні–вересні 1919 року перебувала на Тернопільщині.
Керувала Долинським районним проводом жіночої мережі ОУН.
22 травня 1941 разом із батьком і сестрою Оксаною її заарештували органи НКВС у с. Тростянець Долинського району (нині — Івано-Франківська область).
Із заслання в Красноярському краї звільнена 4 березня 1960 року, але дозволу на повернення в Україну не отримала.
Перепохована у соборі святого Юра у Львові, потім — у родинному селі.